# Haliclona caerulea

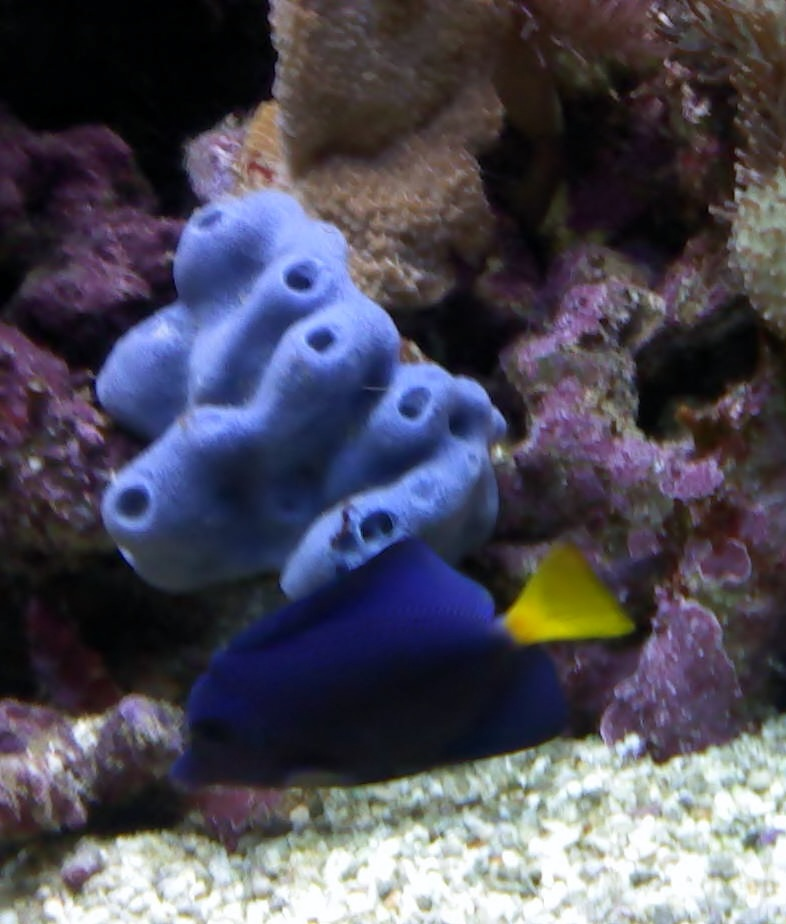
Haliclona caerulea y Zebrasoma xanthurum.

Haliclona caerulea es una especie de esponja marina de la familia Chalinidae. 
La denominación de la especie responde a su etimología: del latín caeruleus (coe-), -a, -um = cerúleo, de color azul, semejante al del cielo, o al marino.
Es una esponja colonial del tipo incrustante, normalmente anclada a rocas y ramas de corales de arrecifes.

## Morfología
De forma masiva lobulada, entre 2 y 15 cm de altura, con formas montañosas y ósculos elevados en el extremo de los lóbulos. Los ósculos son circulares u ovales, de entre 1.3 y 5.0 mm de diámetro, y están rodeados de una membrana elevada translúcida, de algunos milímetros de altura. El cuerpo tiene simetría radial y está compuesto, en su parte externa, ectodermo, por células conjuntivo planas muy contráctiles. La parte interna está formada por células denominadas coanocitos, dotadas de un flagelo, y tienen una doble función: la alimentaria y la del mantenimiento de la corriente de agua desde el exterior de la esponja hacia su interior. Entre ambas capas se sitúa una sustancia más o menos densa, gelatinosa, mesoglea, que contiene diversos tipos de células, las móviles, amebocitos, que se encargan de comunicar la capa exterior con la interior y de transportar el alimento; otras, esclerocitos, son las encargadas de segregar una especie de esqueleto de sostén del cuerpo de las esponjas, formado por espículas calcáreas o silíceas o por fibras de espongina.
Como su nombre indica, su color más frecuente es azul, aunque puede ser beige o blanca.

## Hábitat y distribución
Su distribución geográfica comprende el Atlántico tropical occidental, desde Florida, el Golfo de México, Mar Caribe y , llegando hasta las Antillas, y en las costas del Pacífico de México y Panamá. También se encuentra en el Pacífico, en las islas de Hawái y Guam, siendo su introducción inintencionada, por incrustaciones en los cascos de los barcos.
Se ubica tanto en camas de hierba marina del género Thalassia, como en suelos rocosos de arrecifes. Suele encontrarse en aguas superficiales y soleadas como las de las lagunas coralinas.
Se reportan estudios sobre su simbiosis con el alga calcárea Jania adhaerens.

## Alimentación
Es filtradora. La esponja adulta es un animal sésil, incapaz de desplazarse, dependiendo para su alimentación de los sistemas de canales, cámaras y células flageladas. 
Su ectodermo está perforado por numerosos poros, ostiolos, por los que entra constantemente agua nueva provista de oxígeno y partículas alimenticias, a su cavidad interior, o atrio. Una vez usada, es expulsada al exterior por el ósculo. La corriente de agua está producida por el movimiento sincronizado de los flagelos de los coanocitos que revisten el atrio.

## Recambio celular y Regeneración
En Demospongiae, los coanocitos juegan un papel importante en los procesos regenerativos. 
Los coanocitos de Haliclona caerulea proliferan rápidamente, con una duración del ciclo celular de solo 5 horas, una de las más rápidas descritas hasta la fecha en cualquier animal multicelular in vivo.

## Reproducción
Casi todas las esponjas se reproducen sexualmente, si bien todos los individuos pueden producir indistintivamente óvulos y espermatozoides, al ocurrir separadamente nunca se da una autofecundación, sino que podemos referirnos a una fecundación cruzada.
También se reproducen de forma asexual, por medio de los cuerpos reproductores llamados gémulas, que, o bien se escinden, convirtiéndose en animal independiente, o quedan unidas a la esponja madre, formando así colonias de esponjas.

## Predadores
Se han documentado los siguientes predadores: los peces ángel Pomacanthus zonipectus y Holacanthus passer, y los nudibranquios Hypselodoris agassizii, Glossodoris sedna, G. dalli, Discodoris ketos y Tylodina fungina. Discodoris ketos se suele encontrar en la base de las colonias de esta esponja, y se mimetiza del color de la misma, con lo que es difícil distinguirla.

## Mantenimiento
Por lo general, las H. caerulea son esponjas fáciles de mantener. La corriente debe ser de moderada a alta, ya que es un animal fitrador y se alimenta de las partículas de plancton que atrapa en ella.
Es importante mantener niveles adecuados en los parámetros obligados del acuario marino: salinidad, nitratos, fosfatos, calcio, magnesio y oligoelementos.